# 戴夏
戴夏（1889年—1963年）字夷乘，浙江永嘉（今温州）人。中华民国哲学家、昆曲作家。

## 生平
戴夏早年留学日本、德国、瑞士学习哲学。归国后，曾任北京大学、中山大学、武汉大学等校教授。1936年后，担任国民政府教育部督学、教育司司长。中华人民共和国成立后，在上海市文史研究馆工作，并任上海昆曲研习社第一届社务委员。
戴夏酷爱昆剧，仙霓社在上海大世界演出之时，戴夏每场必到。戴夏既能唱又能演。抗日战争期间，在重庆与倪传钺、甘贡三等人曲叙。戴夏本工老生，曾和华传浩合演《当酒》、《探山》等剧目。戴夏能填词，能谱曲。创作有《史可法殉难沉江》杂剧。1958年，为关汉卿《窦娥冤》、《拜月亭》制全谱。戴夏的女儿戴俊，可以传唱昆曲，是上海昆曲社中的活跃分子。